# Državna cesta D75
Die Državna cesta D75 (kroatisch für Nationalstraße D75) ist eine Hauptstraße in Kroatien.

## Verlauf
Die Straße führt von Plovanija (Gemeinde Buje) an der Grenze zu Slowenien, wo sie an der Državna cesta D200 beginnt, über Savudrija nach Umag (italienisch: Umago) und weiter an der istrischen Westküste entlang über Novigrad (italienisch: Cittanova) und Poreč (italienisch: Parenzo). Dort kreuzt sie die von der Autobahn Autocesta A9 kommende Državna cesta D302. Die D75 setzt sich weiter nach Süden bis Vrsar (italienisch: Orsera) fort, umgeht den Limski-Kanal, kreuzt die nach Rovinj (italienisch: Rovigno) führende Državna cesta D303 und führt weiter auf der Trasse der ehemaligen Državna cesta D21 über Bale (italienisch: Valle) nach Pula (italienisch: Pola).
Die Länge der Straße beträgt 101,7 km.